# Tamura Naoya
Naoya Tamura (田村 直也 Tamura Naoya, sinh ngày 20 tháng 11 năm 1984 ở Tokyo) là một cầu thủ bóng đá người Nhật Bản thi đấu cho Tokyo Verdy.

## Thống kê sự nghiệp câu lạc bộ
Cập nhật đến ngày 23 tháng 2 năm 2016.
| Thành tích câu lạc bộ | Thành tích câu lạc bộ | Thành tích câu lạc bộ | Giải vô địch | Giải vô địch | Cúp                   | Cúp                   | Cúp Liên đoàn | Cúp Liên đoàn | Châu lục | Châu lục  | Tổng cộng | Tổng cộng |
| Mùa giải              | Câu lạc bộ            | Giải vô địch          | Số trận      | Bàn thắng    | Số trận               | Bàn thắng             | Số trận       | Bàn thắng     | Số trận  | Bàn thắng | Số trận   | Bàn thắng |
| Nhật Bản              | Nhật Bản              | Nhật Bản              | Giải vô địch | Giải vô địch | Cúp Hoàng đế Nhật Bản | Cúp Hoàng đế Nhật Bản | J. League Cup | J. League Cup | AFC      | AFC       | Tổng cộng | Tổng cộng |
| --------------------- | --------------------- | --------------------- | ------------ | ------------ | --------------------- | --------------------- | ------------- | ------------- | -------- | --------- | --------- | --------- |
| 2007                  | Vegalta Sendai        | J2 League             | 15           | 1            | 0                     | 0                     | -             | -             | -        | -         | 15        | 1         |
| 2008                  | Vegalta Sendai        | J2 League             | 36           | 2            | 0                     | 0                     | -             | -             | -        | -         | 36        | 2         |
| 2009                  | Vegalta Sendai        | J2 League             | 23           | 1            | 4                     | 0                     | -             | -             | -        | -         | 27        | 1         |
| 2010                  | Vegalta Sendai        | J1 League             | 27           | 0            | 0                     | 0                     | 5             | 1             | -        | -         | 32        | 1         |
| 2011                  | Vegalta Sendai        | J1 League             | 19           | 0            | 3                     | 2                     | 3             | 0             | -        | -         | 25        | 3         |
| 2012                  | Vegalta Sendai        | J1 League             | 26           | 1            | 2                     | 0                     | 6             | 1             | -        | -         | 34        | 2         |
| 2013                  | Vegalta Sendai        | J1 League             | 14           | 0            | 2                     | 0                     | 1             | 0             | 3        | 0         | 20        | 0         |
| 2014                  | Tokyo Verdy           | J2 League             | 38           | 1            | 1                     | 0                     | -             | -             | -        | -         | 39        | 1         |
| 2015                  | Tokyo Verdy           | J2 League             | 29           | 1            | 0                     | 0                     | -             | -             | -        | -         | 29        | 1         |
| Tổng cộng sự nghiệp   | Tổng cộng sự nghiệp   | Tổng cộng sự nghiệp   | 227          | 7            | 12                    | 2                     | 15            | 2             | 3        | 0         | 257       | 11        |